# Schöneiche bei Berlin
Schöneiche bei Berlin este o comună din landul Brandenburg, Germania.
1. 1 2 3 4 5 6   https://service.brandenburg.de/lis/detail.php?template=kommune_einzeln_d&id=17074 Lipsește sau este vid: |title= (ajutor)
2. ↑  Alle politisch selbständigen Gemeinden mit ausgewählten Merkmalen am 31.12.2018 (4. Quartal) (în germană), Statistisches Bundesamt[*], arhivat din original la 10 martie 2019, accesat în 10 martie 2019
3. ↑  Bevölkerungsentwicklung und Flächen der kreisfreien Städte Landkreise und Gemeinden im Land Brandenburg - 2017 (în germană), Amt für Statistik Berlin-Brandenburg[*], accesat în 10 martie 2019